# Steve Breen
Stephen "Steve" Paul Breen, född 26 april 1970, är en amerikansk serietecknare. Han har vunnit Pulitzerpriset för skämttecknare två gånger, 1998 och 2009, för sina satiriska politiska teckningar.

## Biografi
Steve Breen föddes i Los Angeles och växte upp i Orange County. Han tog studentexamen på Huntington Beach High School 1988 och studerade sedan statsvetenskap  på University of California, Riverside. Det var under universitetsstudierna som han började rita skämtteckningar för skoltidningen, The Highlander.
År 1991 vann han priserna Scripps Howard Charles M. Schulz Award och John Locher Memorial Award for Outstanding College Editorial Cartoonist. Breen fick behörighet som historielärare när Asbury Park Press erbjöd honom ett jobb på kultursidorna i juli 1994, och blev skämttecknare för tidningen 1996.
Hans skapade serien Storgatan 1999, Grand Avenue i original, som förläggs av United Feature Syndicate och finns i  fler än 150 amerikanska tidningar över hela landet. 
Sommaren 2001 flyttade Steve Breen tillbaka till Kalifornien, och började på  San Diego Union-Tribune. Han delade arbetet med Storgatan med kollegan Mike Thompson, som helt tog över serien 2016. 
Breen har även skrivit och tecknat flera barnböcker, bland annat Stick, Violet the Pilot och The Secret of Santa's Island. Barnböckerna har blivit tecknad spinoff under namnet Powerbirds på NBCUniversals barnkanal Universal Kids.